# Ahmed al-Senussi
Ahmed Al-Zubair al-Senussi (eller Zubeir Ahmed El-Sharif, arabisk: أحمد الزبير الشريف ) (født 1934) er medlem af den royale libyske Senussi-familien og medlem af Det libyske overgangsråd som repræsentant for politiske fanger. Hans bedstefar var bror til Idris 1., den første og eneste konge af Libyen. Han blev uddannet på et militær akedemy i Irak i 1950'erne.
I 1970 var han indblandet i et kup-forsøg mod Gaddafi, han sad fængslet for dette i 31år, og er således den længst siddende politiske fange i Libyens moderne historie.